# Iranopogon brandti
Iranopogon brandti là một loài ruồi trong họ Asilidae. Iranopogon brandti được Timon-David miêu tả năm 1955. Loài này phân bố ở vùng Cổ Bắc giới và châu Á.